# Marius Maziers
Marius-Félix-Antoine Maziers (* 1. März 1915 in Siran, Département Cantal, Frankreich; † 14. August 2008 in Mauriac, Cantal) war Erzbischof von Bordeaux.

## Leben
Marius-Félix-Antoine Maziers empfing die Priesterweihe am 9. Oktober 1938.
Am 17. Dezember 1959 wurde er von Papst Johannes XXIII. zum Titularbischof von Augustopolis in Phrygia und zum Weihbischof im Erzbistum Lyon ernannt. Die Bischofsweihe spendete ihm am 25. Februar 1960 der Erzbischof von Reims und spätere Kardinal, François Marty; Mitkonsekratoren waren Jean-Marie Villot, Erzbischof von Lyon und späterer Kardinal, und Weihbischof Claude Marie Joseph Dupuy aus Lyon.
Papst Paul VI. ernannte ihn am 24. Januar 1966 zum Titularerzbischof von Zica und bestellte ihn an die Seite von Paul-Marie-André Richaud zum Koadjutor-Bischof von Bordeaux. Mit dem Tod seines Amtsvorgängers Richaud am 5. Februar 1968 folgte er diesem als Erzbischof von Bordeaux nach.
Seinem altersbedingten Rücktrittsgesuch gab Papst Johannes Paul II. am 31. Mai 1989 statt.

## Schriften
- Marius Maziers: Toute l’Église doit devenir missionnaire: état de déchristianisation et appel de l’épiscopat de France. S.E. Mgr Maziers , Action catholique générale féminine Malakoff, impr. Durassié 1961
- Marius Maziers: Appeles a La Foi: Homelies, Lettres Pastorales, Conferences, Articles, 1965–1986, Centurion 1987, ISBN 2-227-31079-0
- Marius Maziers u. a.: Le Ministère des évêques au concile Vatican II et depuis, La Croix 2001, ISBN 2-204-06723-7